# Joy (chanson)
Pour les articles homonymes, voir Joy.
Singles de François Feldman
Magic' Boul'vard
(1991) Tombé d'amour
(1992)
Pistes de Magic' Boul'vard
Belle Indienne
(7) Ne perdez pas la boule
(9)
Joy est une chanson écrite, composée et interprétée par François Feldman figurant sur l'album Magic' Boul'vard. Elle sort en tant que troisième single en décembre 1991.
La chanson est dédiée à la fille du chanteur, prénommée Joy.

## Accueil commercial
La chanson se classe 1re du Top 50 en France pendant 8 semaines. Après Les Valses de Vienne et Petit Frank, c'est le troisième numéro un pour François Feldman. Il devient le premier artiste à classer trois singles en tête du Top 50.

## Liste des titres des différents supports
| A. | Joy            | François Feldman  | François Feldman | 3:57 |
| B. | Belle Indienne | Jean-Marie Moreau | François Feldman | 4:29 |

| A. | Joy (version maxi)          | François Feldman | François Feldman | 6:42 |
| B. | Joy (version instrumentale) |                  | François Feldman | 3:58 |

| 1. | Joy                | François Feldman  | François Feldman | 4:07 |
| 2. | Belle Indienne     | Jean-Marie Moreau | François Feldman | 4:31 |
| 3. | Joy (version maxi) | François Feldman  | François Feldman | 6:42 |

Titre 2 écrit par Jean-Marie Moreau et composé par François Feldman, extrait de l'album Magic' Boul'vard.

## Classements et certifications
| Classement (1992)             | Meilleure position |
| ----------------------------- | ------------------ |
| France (SNEP)                 | 1                  |
| Québec (Palmarès francophone) | 2                  |

| Classement (1992) | Position |
| ----------------- | -------- |
| France (SNEP)     | 1        |

## Historique de sortie
| Pays      | Date          | Format                                                           | Label               |
| --------- | ------------- | ---------------------------------------------------------------- | ------------------- |
| France    | décembre 1991 | 45 tours • maxi 45 tours • CD single • CD maxi • cassette single | Big Bang, Phonogram |
| Allemagne | février 1992  | CD maxi                                                          | Metronome           |
| Espagne   | février 1992  | 45 tours (promotionnel)                                          | Big Bang, Phonogram |